# Enner Valencia
Enner Remberto Valencia Lastra (11 d'abril de 1989) és un futbolista equatorià. Actualment juga com a davanter al Fenerbahçe SK. També és el capità de la selecció equatoriana.
Anteriorment va jugar al Emelec a l'Equador, on va guanyar la Serie A Equatoriana de 2013 i va rebre la Bota d'Or de la Copa Sudamericana el 2013. Valencia també va jugar la Liga MX a Mèxic, amb el Pachuca, i va se Bota d'Or al torneig Clausura 2014. Es va unir al club anglès West Ham United FC per un import estimat de 12 milions de lliures al juliol de 2014. L'agost de 2016, fou cedit a l'Everton FC per a la temporada, abans de ser venut al club mexicà Tigres UANL el juliol de 2017. A Tigres, va guanyar la Apertura 2017 i la Clausura 2019 i va acabar subcampió a la Lliga de Campions CONCACAF 2019, guanyant la Bota d'Or d'aquesta última competició. L'agost de 2020, va fitxar pel Fenerbahçe de Turquia.
A nivell internacional, Valencia ha disputat més de 70 partits amb l'Equador des del seu debut el 2012. Va representar la nació a la Copa del Món de la FIFA de 2014 i 2022, i a la Copa Amèrica de 2015, 2016, 2019 i 2021. Amb 38 gols, és el màxim golejador de tots els temps, i té el rècord de més gols marcats a la Copa del Món amb l'Equador, amb sis.